# Vương quốc Kotoko
Vương quốc Kotoko là một nước quân chủ Tây Phi nằm ở khu vực mà nay là phía bắc Cameroon và Nigeria, và phía tây nam Tchad. Cư dân của nó và hậu duệ hiện đại của họ được gọi là người Kotoko.
Sự trỗi dậy của Kotoko trùng hợp với sự suy tàn của nền văn minh Sao ở miền bắc Cameroon. Một vị vua đứng đầu nhà nước mới ra đời đã đến đồng hóa một số vương quốc nhỏ hơn. Trong số đó gồm Kousséri, Logone-Birni, Makari và Mara. Lãnh thổ của Kotoko đã lan rộng ra các vùng đất nay thuộc miền bắc Cameroon và Nigeria, và phía tây nam Chad vào giữa thế kỷ 15. Logone-Birni nổi lên như là xứ có ảnh hưởng nhất trong các vương quốc phụ thuộc của Kotoko.
Đế quốc Kanem đã đưa miền Bắc Kotoko vào phạm vi ảnh hưởng từ rất sớm. Thông qua những hành động của các nhà truyền giáo và kẻ chinh phục, hầu hết miền bắc Kotoko đã cải sang đạo Hồi vào thế kỷ 19. Cùng thế kỷ đó, bản thân Kotoko đã hoàn toàn bị gộp vào Đế quốc Bornu, và Hồi giáo vẫn tiếp tục truyền bá. Các nhà lãnh đạo Bornu đã chia lãnh thổ thành nửa phía Bắc và phía Nam, cho phép Logone-Birni tại miền Nam duy trì một vài mức độ tự chủ dưới quyền vị thủ lĩnh tối cao. Logone-Birni được chia thành các tỉnh đứng đầu là phó thủ lĩnh.
Kotoko, cùng với phần còn lại của Bornu, được phân chia giữa các cường quốc châu Âu trong thời kỳ thuộc địa châu Phi. Vào thời hiện đại, đã có một số cuộc xung đột giữa người Kotoko và người Ả Rập Shuwa.